# Кивије
Кивије (фр. Cuvillers) насеље је и општина у североисточној Француској у региону Север-Па д Кале, у департману Север која припада префектури Камбре.
По подацима из 2011. године у општини је живело 198 становника, а густина насељености је износила 69,96 становника/km². Општина се простире на површини од 2,83 km². Налази се на средњој надморској висини од | метара (максималној 74 m, а минималној 49 m).

## Демографија
| 1962. | 1968. | 1975. | 1982. | 1990. | 1999. | 2011. |
| ----- | ----- | ----- | ----- | ----- | ----- | ----- |
| 187   | 210   | 209   | 182   | 191   | 169   | 198   |

График промене броја становника у току последњих година